# Leeds Tykes
Leeds Tykes es un equipo británico semi-profesional de rugby con sede en la ciudad de Leeds, Inglaterra. Actualmente juegan en la National League 1, el tercer nivel del rugby inglés.
El club tiene su sede en la ciudad de Leeds, y juega sus partidos como local en el The Sycamores cuya capacidad es de 1500 espectadores. Hasta hace poco jugaban como locales en el Headingley Stadium, con capacidad para 22.250 espectadores. 

## Historia
El nacimiento del club como Leeds RFUC en 1991 fue el resultado de la fusión de varios clubs pequeños de la ciudad de Leeds. Subiendo desde las categorías más bajas de rugby inglés, paso a paso fue acercándose a las categorías superiores. En 1998 cambió su nombre por el de Leeds Tykes cuando el club se fusionó con el prestigioso equipo de rugby league de la ciudad, el Leeds Rhinos.
En la temporada 2000/01 se consiguió el ascenso a la Guinness Premiership por primera vez, y el club mantuvo la categoría durante 5 años. En la temporada 2007/08 volvió a ascender, en la 2008/09 a descender, y en la 2009/10 a ascender por tercera vez. La temporada 2010/11 será pues la 8ª temporada de Leeds Carnegie en la Aviva Premiership.
El nuevo nombre del club se adoptó en 2007 debido a un acuerdo de colaboración entre el club y la Universidad de Leeds, cuya sección deportiva tiene ese nombre.
Leeds Tykes logró su primer título al conquistar la Anglo-Welsh Cup en la temporada 2004/05.

## Títulos
- Anglo-Welsh Cup = (1) 2004-05
- RFU Championship = (3) 2000-01, 2006-07, 2008-09.
- Subcampeón British and Irish Cup = 2013-14, 2015-16